# 甘えかたは彼女なりに。
『甘えかたは彼女なりに。』は、戯画より2016年2月26日に発売された18禁恋愛アドベンチャーゲーム。
家庭用ゲーム機向けとして、エンターグラムよりPlayStation 4およびPlayStation Vita版が2017年10月26日に、Nintendo Switch版が2019年1月24日に配信された。

## ストーリー
人付き合いの苦手な主人公は新倉朋美に誘われ、生徒会管轄下の委員会である“アシスト会”に連れていかれる。

## 登場人物
柴宮 浩斗 （しばみや ひろと）
本作の主人公。無口で無愛想。
新倉 朋美 （にいくら ともみ）
声 - くすはらゆい
身長：162cm スリーサイズ：B82（D）/ W60/ H85
美人でモデル体型の学業優秀の優等生だが、自転車には乗れない。
四賀 のはな （しが のはな）
声 - 結城ほのか
身長：152cm スリーサイズ：B88（E）/ W54/ H86
スポーツ万能で活発。
永峰 叶恵 （ながみね かなえ）
声 - 花澤さくら
身長：159cm スリーサイズ：B92（G）/ W59/ H89
かなりの世話焼きで好奇心旺盛。
栗沢 みゆき （くりさわ みゆき）
声 - 中家志穂
身長：167cm スリーサイズ：B85（C）/ W59/ H87
大人びた容姿で学業も優秀、コーラで酔える体質。
柴宮 りな （しばみや りな）
声 - 八尋まみ
身長：155cm スリーサイズ：B80（A）/ W57/ H83
主人公の妹で明るく元気で誰とでも仲良くなれる性格だがちょっとトラブルメイカー。
武居 澄香 （たけい すみか）
声 - 風花ましろ
身長：160cm スリーサイズ：B82（B）/ W58/ H84
朋美や叶恵に負けず劣らずの美人優等生。
有賀 久美子 （ありが くみこ）
声 - 羽高なる
身長：164cm スリーサイズ：B84（C）/ W61/ H88
生徒会顧問であり、アシスト会顧問も兼任している女教師。